# Javier Prado y Ugarteche
Javier Prado y Ugarteche (Lima, 3 de diciembre de 1871-Lima, 25 de junio de 1921) fue un historiador, filósofo y abogado peruano. Ocupó el rectorado de la Universidad Nacional Mayor de San Marcos desde 1915 a 1920. Asimismo, ejerció cargos políticos en su país, siendo senador por Lima, canciller, ministro de Gobierno, presidente del Consejo de Ministros, ministro plenipotenciario en Argentina y vocal de la Corte Suprema de la República del Perú.

## Biografía
Fue hijo de Mariano Ignacio Prado, quien gobernó el país durante el inicio de la guerra con Chile, y de Magdalena Ugarteche y Gutiérrez de Cossío. Su familia sería una de las más importantes del siglo XX a través del Imperio Prado. Entre sus hermanos estarían el presidente Manuel Prado y Ugarteche, quien gobernó el Perú durante dos períodos, el empresario y académico Mariano Ignacio Prado y Ugarteche, fundador del Banco Popular, el diplomático y político Jorge Prado y el coronel Leoncio Prado (hijo natural de su padre), quien sería héroe de la guerra del Pacífico.
Cursó sus primeros estudios en el colegio de la Inmaculada. Ingresó en 1886 en la Universidad Nacional Mayor de San Marcos, donde obtuvo el grado de bachiller en Jurisprudencia con la tesis El método positivo en el derecho penal. En 1891 logró el título de doctor en Letras con la tesis La evolución de la idea filosófica en la historia y, luego de seguir cursos de especialización, en 1894 se graduó como doctor en Jurisprudencia.
Sus primeros trabajos fueron dedicados a la docencia en la misma facultad de letras de su alma mater, auxiliando a la cátedra de Literatura Castellana. Desde 1898 obtuvo la cátedra del curso de Filosofía Moderna enseñando luego también Estética e Historia del Arte. Fue decano de la Facultad de Letras y durante cinco años, desde 1915, ocupó el rectorado de esa universidad. Durante esta época, fue llamado «maestro de la juventud».
Siendo rector de San Marcos, fundó los museos de Arqueología y Antropología y de Historia Natural (este actualmente lleva su nombre) de dicha casa de estudios.
Sería también miembro fundador del Instituto Histórico del Perú, en 1905, y director de la Academia Peruana de la Lengua, desde 1918 hasta su muerte.
Su muerte, acaecida el 25 de junio de 1921 a los 49 años, estuvo envuelta en el misterio. 
Una de las principales y más extensas avenidas de Lima lleva su nombre, avenida Javier Prado. Esta avenida recorre ocho distritos y se divide en dos segmentos: Javier Prado Oeste y Javier Prado Este. Asimismo, dentro de la avenida están la Biblioteca Nacional del Perú, el Museo de la Nación del Perú, el Hotel Westin Libertador, la Universidad de Lima y la Mansión Brescia.

## Vida política
Javier Prado y Ugarteche participó activamente en la política peruana de fines del siglo XIX y principios del siglo XX, siendo miembro del Partido Civil y llegando a ser su presidente de la junta central directiva en 1914 y presidente del partido en 1915. Siendo presidente del Partido Civil estuvo, junto con sus hermanos Manuel Prado y Jorge Prado, dentro de los organizadores del golpe de Estado al presidente Guillermo Billinghurst en febrero de 1914. 
Fue ministro plenipotenciario en la República Argentina (1904-1905) durante el mandato del presidente José Pardo. Luego ocupó el cargo de Ministro de Relaciones Exteriores (1905-1906). Logró normalizar la hasta entonces tensa relación diplomática con Chile, país con que el Perú enfrentaba la espinosa cuestión de Tacna y Arica, debido a la negativa de aquella nación a realizar el plebiscito estipulado en el Tratado de Ancón. Sin embargo, esa relación volvería a resquebrajarse pocos años después. Firmó un Tratado de Comercio con Bolivia, inició los estudios de los límites fronterizos entre Perú y Brasil, y negoció acuerdos con Ecuador y Brasil.
Durante el primer gobierno de Augusto B. Leguía fue presidente del Consejo de Ministros y Ministro de Gobierno (marzo a julio de 1910). Completaban su gabinete: Melitón F. Porras Osores (Relaciones Exteriores); el general Pedro E. Muñiz (Guerra y Marina); Germán Schreiber Waddington (Hacienda); Antonio Flores (Justicia e Instrucción); y Julio Ego-Aguirre (Fomento). Desde el punto de vista internacional este fue un periodo crítico, pues el Perú se vio obligado a romper relaciones diplomáticas con Chile, por haber recrudecido este país su política de chilenización de las provincias Chilenas de Tacna y Arica. Hubo también una seria amenaza de conflicto bélico con el Ecuador, llegando al punto de decretarse la movilización del ejército, pero finalmente la guerra no estalló. Prado renunció precisamente por estar en desacuerdo con el canciller Porras, que había optado por la mediación en el conflicto con Ecuador.
De 1907 a 1912, integró el Congreso de la República, como senador por el departamento de Lima. Le correspondió presidir la Comisión Diplomática del parlamento (1908-1912). En 1919, cuando el presidente Augusto B. Leguía dio inicio a su oncenio, fue elegido diputado por la provincia de Lima para la Asamblea Nacional de ese año que tuvo por objeto emitir una nueva constitución, la Constitución de 1920. Luego de esta asamblea, se mantuvo como senador ordinario, ocasión en la que presidió la Comisión de Constitución.
Fue también vocal de la Corte Suprema de la República.

## Pensamiento
Dentro de sus ideas positivistas, consideraba que la solución de los males del Perú era elevar el carácter moral para lo cual se debía «renovar nuestra sangre por el cruzamiento con otras razas» y educar mediante el trabajo y la industria.
Posteriormente replantea su pensamiento en sus Lecciones de historia de la filosofía moderna (1915), presentando tres momentos para la evolución de la idea filosófica: organización, desenvolvimiento y culminación.

Es necesario educar, y educar a través del trabajo, de la industria, que es mejor medio de moralización. No hay nada que mejor eleve el carácter de los hombres hoy en día, nada que los intereses mas efectivamente en el futuro de este país, que educarlos para ser prácticos y prudentes, y desear la riqueza por medio de su propio esfuerzo.
Javier Prado, 1889.

## Obras
- El genio (1888)
- El método positivo en el derecho penal (1890)
- La evolución de la idea filosófica en la historia (1891)
- Estado social del Perú durante la dominación española (1894 y 1941)
- El problema de la enseñanza (1915)
- El genio de la lengua y de la literatura castellana y sus caracteres en la historia del Perú (1918)